# Музей Гаммера
Музей Гаммера, який є філією Каліфорнійського університету в Лос-Анджелесі, - це художній музей і культурний центр, відомий своїми прогресивними виставками та публічними програмами, орієнтованими на художників. Заснований у 1990 році підприємцем-промисловцем Армандом Хаммером для розміщення його особистої мистецької колекції, музей відтоді розширив свою сферу діяльності і став "наймоднішою та найбільш культурно релевантною установою в місті". Особливо важливими серед визнаних критиками виставок музею є презентації як історично ігнорованих, так і молодих сучасних художників. Протягом року в Музеї Гаммера відбувається понад 300 програм, від лекцій, симпозіумів і читань до концертів і кінопоказів. Станом на лютий 2014 року колекції, виставки та програми музею є абсолютно безкоштовними для всіх відвідувачів.

## Виставки
Музей Гаммера відкрився 28 листопада 1990 року виставкою робіт українського художника-супрематиста Казимира Малевича, яка розпочалася в Національній галереї мистецтв у Вашингтоні, а згодом переїхала до Метрополітен-музею в Нью-Йорку. З того часу музей презентував важливі персональні та тематичні виставки історичного та сучасного мистецтва. Він здобув міжнародну репутацію завдяки тому, що знову представляє художників і течії, які часто залишалися поза увагою в історичному каноні мистецтва. Серед визначних прикладів - ретроспектива Лі Бонтекю 2003 року, організована спільно з Музеєм сучасного мистецтва в Чикаго; "Теплові хвилі в болоті": Картини Чарльза Берчфілда, куратором якої був художник Роберт Гобер; та "А тепер розкопайте це! Мистецтво і чорний Лос-Анджелес, 1960-1980, - внесок Музею Хаммера в ініціативу Гетті 2011 року щодо переходу на тихоокеанський стандартний час. Музей Гаммера присвячений темі різноманітності та інклюзії. З усіх персональних виставок, що відбулися в Лос-Анджелесі з січня 2008 року по грудень 2012 року, Хаммер - єдина інституція, яка присвятила 50% своєї виставкової програми жінкам-художницям. Хаммер також приймає близько п'ятнадцяти проектів Хаммер щороку, пропонуючи міжнародним і місцевим художникам середовище, схоже на лабораторію, для створення нових та інноваційних робіт.

## Бієнале в Лос-Анджелесі:Зроблено в Лос-Анджелесі
У 2010 році Хаммер оголосив про свою першу бієнале, присвячену виключно художникам Лос-Анджелеса. Хоча музей регулярно представляє каліфорнійських художників у рамках своєї поточної виставкової програми, серія "Зроблено в Лос-Анджелесі" стала важливою і гучною платформою для демонстрації розмаїття та енергії Лос-Анджелеса як мистецької столиці, що розвивається. Організована старшим куратором Гаммера Енн Еллегуд, куратором Гаммера Алі Суботніком, директором і головним куратором LAXART Лорі Фірстенберг, заступником директора і старшим куратором LAXART Сезаром Гарсіа та куратором LAXART Маліком Гейнсом, перша виставка Made in L.A. у 2012 році представила роботи 60 лос-анджелеських художників у різних місцях міста, включаючи музей Гаммера, LAXART і Муніципальну художню галерею Лос-Анджелеса в арт-парку Barnsdall. Разом з виставкою Гаммера також спонсорував супутню виставку - бієнале на Венеціанському пляжі на набережній Венеції, що проходила з 13 по 15 липня того ж року.
Друга ітерація "Зроблено в Лос-Анджелесі" у 2014 році зайняла весь простір музею, де були представлені роботи понад 30 різних художників і колективів. Виставка 2014 року була організована головним куратором Гаммера Конні Батлер та незалежним куратором Майклом Недом Холтом.

## Колекції
Музей Гаммера керує п'ятьма окремими колекціями: Сучасна колекція Гаммера;[17] колекція Грюнвальдського центру графічних мистецтв Каліфорнійського університету в Лос-Анджелесі;[18] Сад скульптур Франкліна Д. Мерфі;[19] колекція Арманда Гаммера,[20] та колекція Арманда Гаммера "Дом'є та сучасники"[21].

### Сучасна колекція Хаммера
Колекція сучасного мистецтва Hammer Contemporary Collection, відкрита в 1999 році, є зростаючою колекцією сучасного мистецтва. Колекція включає роботи на папері, переважно малюнки та фотографії, а також живопис, скульптуру та медіа-мистецтво. Сучасна колекція містить роботи художників, серед яких багато тих, що працюють у Південній Каліфорнії з 1960 року до сьогодні. Роботи із сучасної колекції Hammer Contemporary Collection часто купують паралельно з виставками, представленими в музеї, в тому числі з серією Hammer Projects, що фокусується на творчості молодих художників.
На виставці 2009 року "Друга природа: Колекція Валентайн-Адельсон в "Хаммері" експонувалися вибрані роботи з дарунку Діна Валентайна та Емі Адельсон колекції "Хаммер Контемпорарі". Подарунок п'ятдесяти скульптур 29 лос-анджелеських митців став важливою віхою у прагненні Хаммера збирати роботи художників Південної Каліфорнії.
У 2012 році в музеї Гаммера було представлено колекцію Сьюзен і Ларрі Маркс. Виставка стала можливою завдяки значному дарунку від давніх прихильників музею Сьюзен і Ларрі Маркс і включає понад 150 картин, скульптур і робіт на папері більш ніж 100 міжнародних художників з періоду після Другої світової війни. Колекція включає зразки абстрактного експресіонізму на полотні та папері американських художників Джексона Поллока, Віллема де Кунінга та Філіпа Густона, а також роботи сучасних митців, серед яких Марк Бредфорд, Рейчел Вайтред, Мері Хейлманн та Марк Ґротьян та інші.
Серед найяскравіших творів сучасної колекції - "Битва при Атланті": "Битва за Атланту: Розповідь негритянки у полум'ї бажання - реконструкція" (1995) Кари Вокер, "Без назви" (2007) Марка Бредфорда, "Міграція" (2008) Дуга Ейткена, "Без назви №5" (2010) Ларі Піттмана, "Міраж" (2011) Кеті Гріннан, "Рубін I" (2012) Мері Везерфорд, "Мімус Акт I" (2012) Мері Келлі.
Серед нещодавніх надходжень до колекції Hammer Contemporary - "Три тижні в травні" Сюзанни Лейсі (1977), а також основні роботи Лізи Енн Ауербах, Фіони Коннор, Брюса Коннера, Джеремі Деллераа, Джессіки Джексон Хатчінс, Фрідріха Куната, Тали Мадані, Роберта Овербі, Марти Рослер, Стерлінга Рубі, Аллена Рупперсберга, Барбари Т. Сміт, Вільяма Левітта та Еріка Веслі.

### Грюнвальдський центр графічного мистецтва UCLA в Музеї Хаммера

Пабло Пікассо, 1904, "Скупий обід" ("Le repas frugal"). Надруковано в 1913 році. Офорт. Пластина: 46,7 х 36 см; Аркуш: 65,4 х 47,6 см

Центр графічних мистецтв Грюнвальда при Каліфорнійському університеті в Лос-Анджелесі є однією з найважливіших і найповніших колекцій творів на папері в країні. Центр, розташований у приміщенні Музею Гаммера, був заснований у 1956 році завдяки дарунку Фреда Грюнвальда і сьогодні містить понад 40 000 естампів, малюнків, фотографій та книг художників.   Колекція включає роботи від епохи Відродження до сьогодення, в тому числі європейські гравюри та малюнки старих майстрів, японські ксилографії укійо-е, а також колекцію сучасної фотографії, ініційовану фотографом Каліфорнійського університету Робертом Хейнекеном (1931-2006).
У 1988 році Грюнвальдський центр отримав у спадок понад 850 пейзажних малюнків і гравюр з колекції лос-анджелеського архітектора Рудольфа Л. Баумфельда (Rudolf L. Baumfeld). Колекція Баумфельда містить важливі зразки європейських пейзажів 16-20 століть і включає як чисті пейзажі, так і краєвиди архітектурних руїн та міських сцен. Колекція Юніс та Гела Девіда, заповідана Центру Грюнвальда поетом-піснярем Гелом Девідом та його дружиною Юніс, - це зібрання малюнків європейських та американських художників 19-20 століть. Вибрані роботи з колекції були виставлені на Hammer у 2003 р. На виставці 2014 р. були представлені роботи з колекції Елізабет Дін, що складається з творів на папері 19-го і 20-го століть. Колекція з приблизно 900 естампів та ілюстрованих книг є одним з найбільш значущих подарунків, отриманих Грюнвальдським центром за останні роки.
Центр Грюнвальда також є домівкою для кількох важливих колекцій сучасних художників з Лос-Анджелеса. Колекція Центру Грюнвальда налічує понад 1000 робіт сестри Коріти Кент, впливової поп-друкарки та активістки руху за соціальну справедливість, включно з рідкісними підготовчими роботами та ескізами. Крім того, Центр Грюнвальда зберігає архів перших двадцяти років діяльності впливової літографічної майстерні "Тамаринд" Джун Вейн, пропонуючи рідкісний огляд сучасної поліграфії в Лос-Анджелесі. Спільно придбаний Грюнвальдським центром і Музеєм мистецтв округу Лос-Анджелес, Центр Грюнвальд зберігає повний архів гравюр лос-анджелеського видавництва Edition Jacob Samuel, який документує діяльність майстра інтагліо Джейкоба Семюела. Найяскравіші моменти з архіву були представлені на виставці Outside the Box у 2010 році: Видання Джейкоба Семюела, 1988-2010.
Дослідницький та освітній ресурс, навчальна кімната Грюнвальдського центру доступна за попереднім записом для викладачів, студентів та представників громадськості.
Серед найвідоміших творів з колекції Грюнвальдського центру "Меленколія І" (1514) Альбрехта Дюрера, "Христос проповідує" (1652) Рембрандта ван Рейна, "Клени в Мамі", "Храм Текона і з'єднаний з ним міст" (1857) Утагави Хіросіге, "Великі багатії" (1896) Поля Сезанна, "Скупі" (1904) Пабло Пікассо та "Ентропія (огляд)" (2004) Жюлі Мегрету.

### Сад скульптур Франкліна Д. Мерфі
Сад скульптур Франкліна Д. Мерфі в Каліфорнійському університеті в Лос-Анджелесі був відкритий у 1967 році і присвячений однойменному ректору університету. Спроектований відомим ландшафтним архітектором Ральфом Корнеллом, сад містить понад 70 творів сучасної та модерної скульптури на території у п'ять акрів, що нагадує парк. Групові екскурсії садом можна запланувати через форму онлайн-запиту на сайті музею Гаммера.
Колекція з 72 об'єктів включає роботи Дебори Баттерфілд, Александра Колдера, Анрі Матісса, Жуана Міро, Генрі Мура, Ісаму Ногучі, Огюста Родена та Девіда Сміта. Повністю ілюстрований каталог, що включає наукові статті про кожного художника, був опублікований у 2007 році Музеєм Хаммера.

### Колекція Армана Хаммера

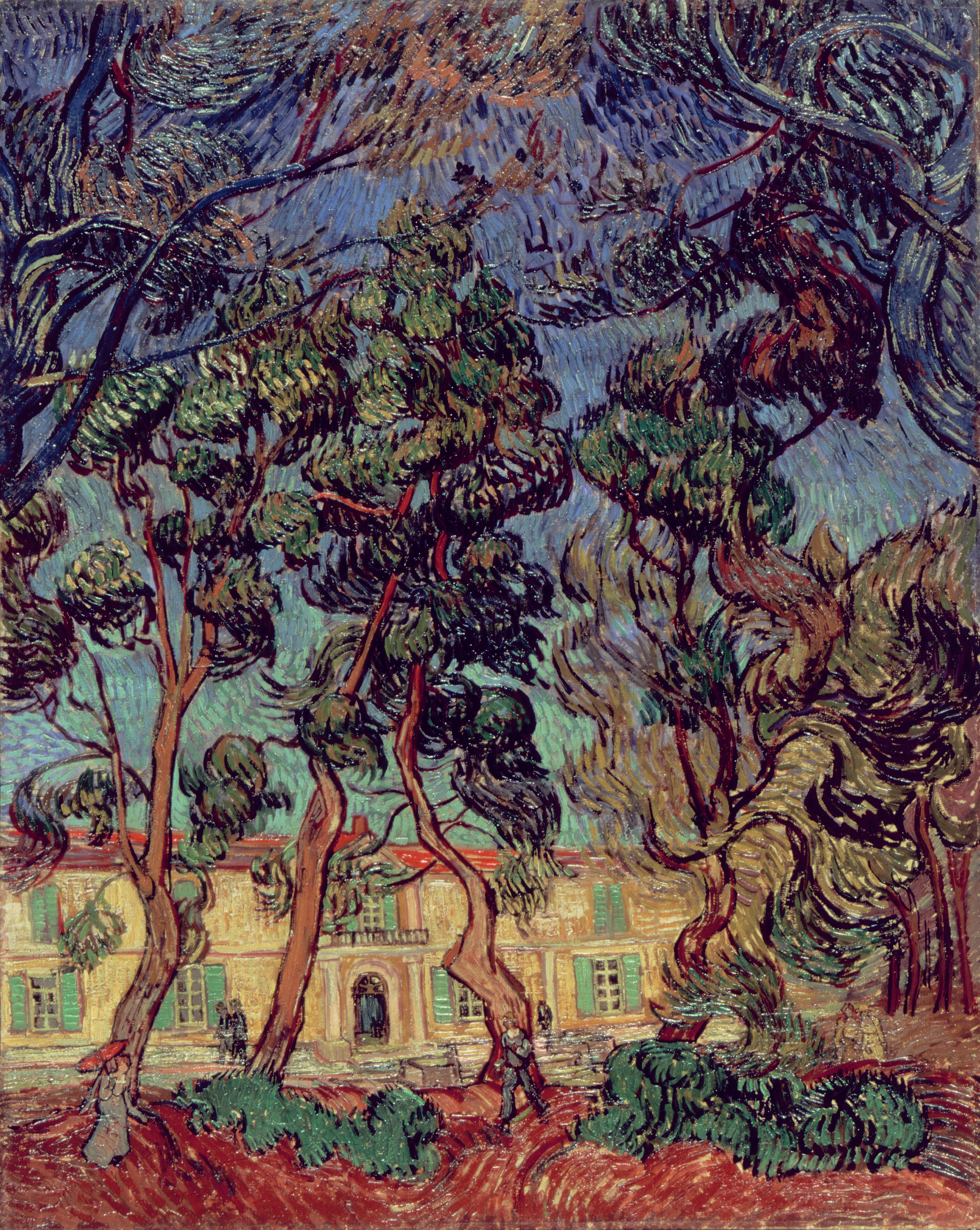
Вінсент ван Гог. Лікарня в Сен-Ремі, 1889. Олія на полотні. 36 5/16 x 28 7/8 дюймів (92,2 x 73,4 см). Колекція Арманда Гаммера, подарунок Фонду Арманда Гаммера. Музей Хаммера, Лос-Анджелес.

Колекція Арманда Хаммера - це невелика добірка європейських та американських картин, малюнків і гравюр, які стали початковим поштовхом для заснування Музею Хаммера. Арманд Хаммер, засновник і тезка музею, зібрав і вдосконалив колекцію протягом десятиліть роботи на арт-ринку як колекціонер і як співзасновник Галереї Хаммера в Нью-Йорку.  Основна увага в колекції приділяється французькому імпресіоністичному і постімпресіоністичному живопису 19-го і початку 20-го століть, хоча сама колекція охоплює 16-20 століття.
Вибрані твори з колекції постійно експонуються в галереях третього поверху Музею Гаммера, пропонуючи відвідувачам зазирнути в деякі з найбільш історично значущих течій західного мистецтва. Завдяки видатним зразкам реалізму, орієнталізму, імпресіонізму та постімпресіонізму, колекція пропонує унікальний огляд французького та американського мистецтва 19 століття. Серед найяскравіших творів колекції можна виокремити такі: "Юнона" (бл. 1665-1668) Рембрандта ван Рейна, "Виховання Богородиці" (1748-1752) Жана-Оноре Фрагонара, "Пелеле" (бл. 1791) Франсіско Гойї, "Саломея, що танцює перед Іродом" (1876) Гюстава Моро, "Доктор Поцці вдома" (1881) Джона Сінгера Сарджента, "Доброго дня, пане Гоген" (1889) Поля Гогена та "Госпіталь в Сен-Ремі" (1889) Вінсента ван Гога.

### Колекція Оноре Дом’є та сучасників
Колекція Оноре Дом'є та його сучасників в Музеї Хаммера є однією з найважливіших колекцій робіт Дом'є за межами Франції. Вона містить понад 7 500 творів мистецтва французького сатирика Оноре Дом'є (1808-1879) та інших сучасних карикатуристів і є найбільшою у своєму роді за межами Парижа. Дом'є, чиє життя і кар'єра охоплюють 19 століття. Дом'є був надзвичайно плідним художником, чия творчість охоплює різні медіа, і тому колекція включає картини, малюнки, літографії та серію бронзових портретів; всі вони є яскравими прикладами їдкого дотепу Дом'є та його гострого ставлення до сучасної політики. Вибрані роботи з колекції "Дом'є та сучасники" виставлені на ротаційній експозиції поряд з роботами з колекції Армана Хаммера.
Серед найяскравіших робіт з колекції "Дом'є та сучасники" - "Минуле - теперішнє - майбутнє" (1834), "Адвокат, що роздягається" (бл. 1845), "Про фотографію як мистецтво" (1862) та "Дон Кіхот і Санчо Панса" (1866-1868).

## Програми
Шість вечорів на тиждень протягом року в Музеї Хаммера проводяться різноманітні безкоштовні публічні програми, включаючи лекції, читання, симпозіуми, кінопокази, музичні вистави та інші заходи. Театр Біллі Вайлдера відкрився в Музеї Хаммера наприкінці 2006 року після того, як Одрі Л. Вайлдер, вдова Біллі Вайлдера, подарувала йому 5 мільйонів доларів, що дозволило музею відновити будівництво театру на 300 місць, який залишився незавершеним після смерті Арманда Хаммера. 2006 року відкриття театру збіглося зі сторіччям від дня народження Вайлдера. Наразі тут розміщена відома синематека Архіву фільмів і телебачення Каліфорнійського університету в Лос-Анджелесі, а також 300 публічних програм Хаммера на рік.

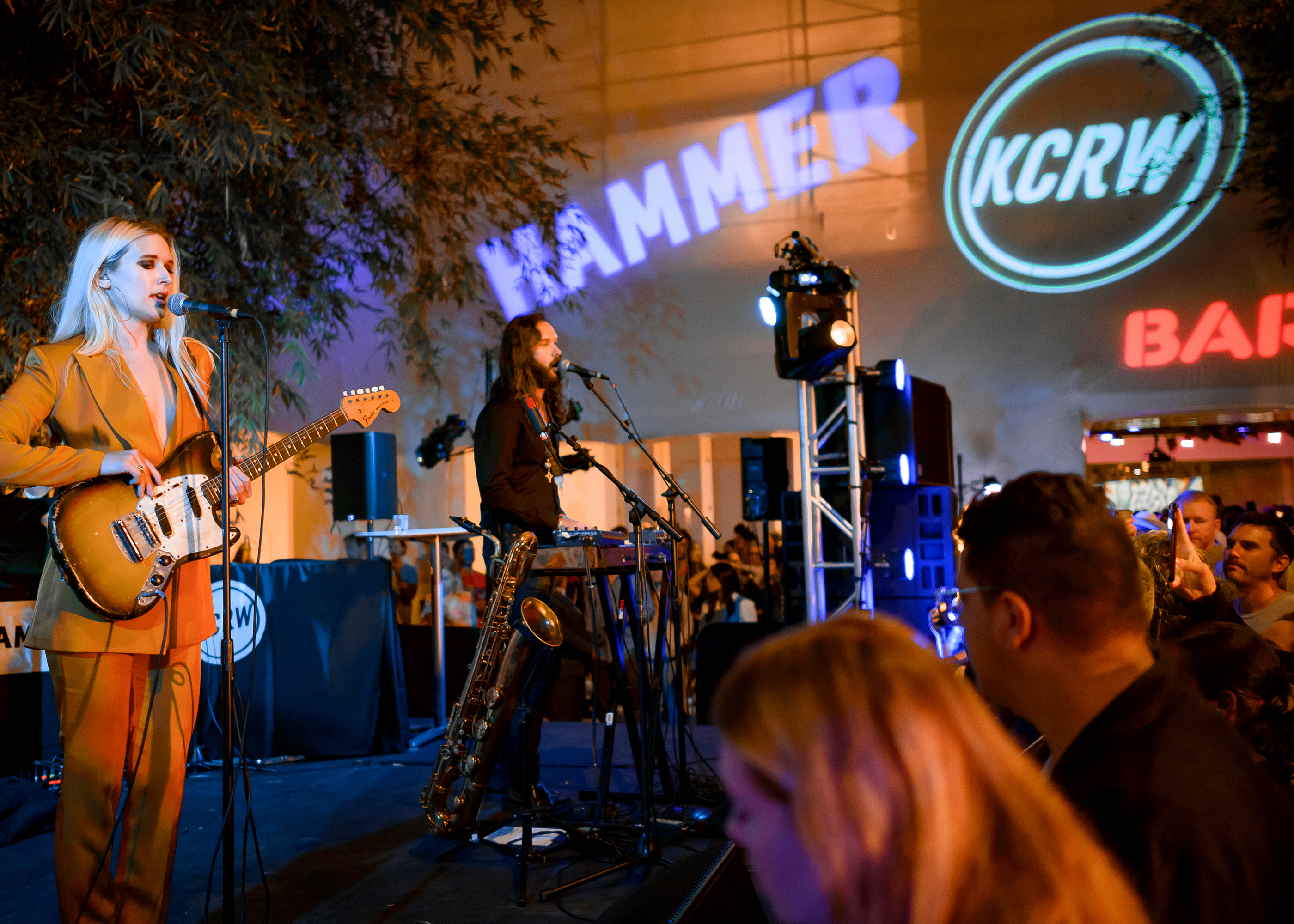
Wild Belle виступає наживо в Музеї Хаммера у Вествуді, Лос-Анджелес, Каліфорнія, у четвер, 18 липня 2019 року. На фото: Наталі Бергман — вокал і гітара Fender Mustang; Еліот Бергман — вокал і клавішні.

### Премія Мона
У поєднанні з першою виставкою Made in LA у 2012 році Гаммер запропонував першу ітерацію премії Mohn Award, яку фінансують меценати Лос-Анджелеса та колекціонери творів мистецтва Ярл і Памела Мон і Фонд родини Мон.
Нагорода спочатку складалася з каталогу та грошової премії в розмірі 100 000 доларів США, і було прийнято публічним голосуванням після того, як експертне журі звузило кількість учасників із 60 до п’яти фіналістів. У 2014 році Гаммер оголосив, що пропонує три нагороди разом із Made in LA 2014: Премія Мона ($100 000), Премія за кар’єрні досягнення ($25 000) — обидві з яких обирає професійне журі — і Премія громадського визнання ($25 000), яка присуджується всенародним голосуванням відвідувачів виставки. Всі три нагороди знову ж таки фінансуються Ярлом і Памелою Мон і Фондом родини Мон.

## Історія

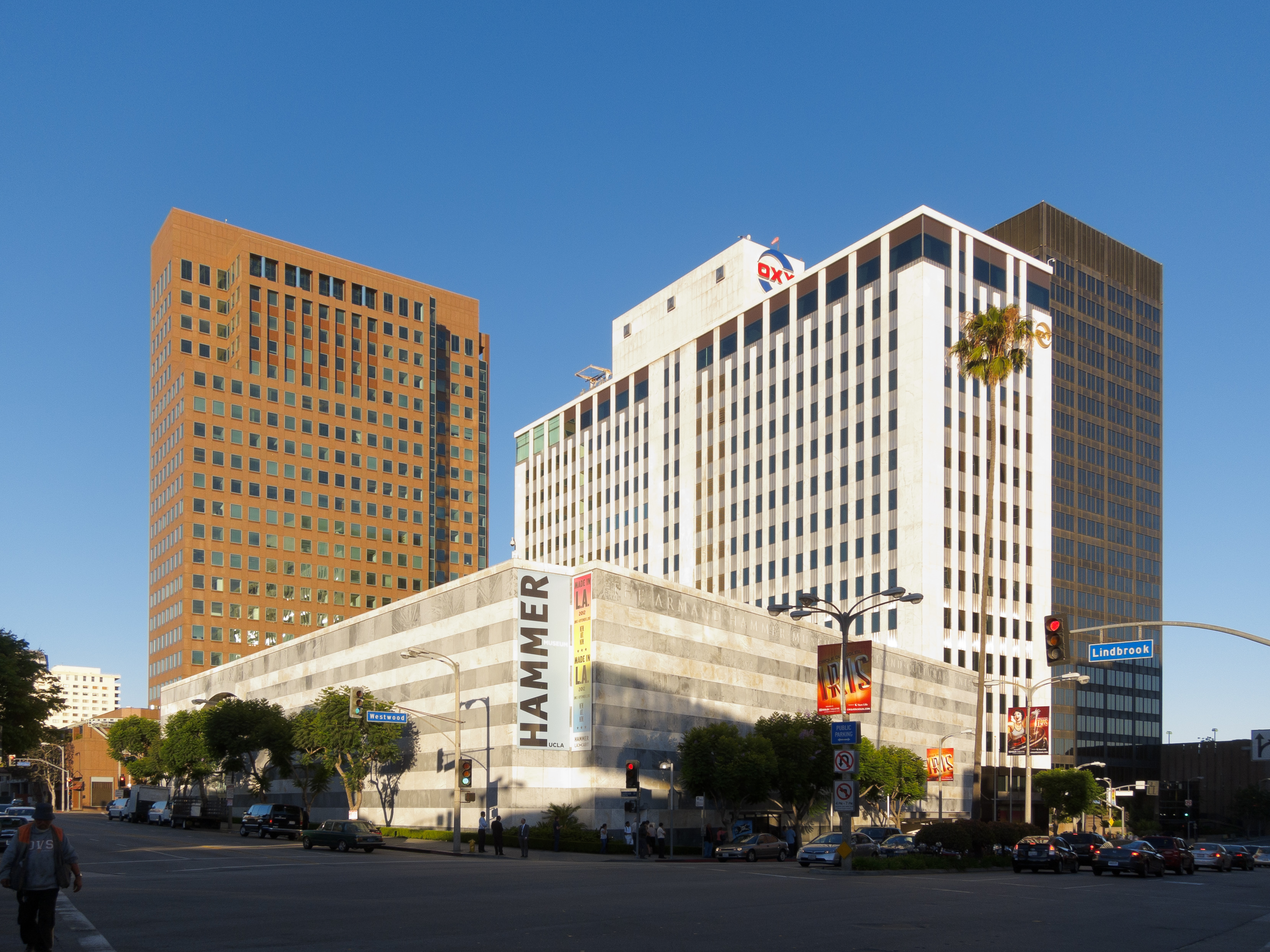
Будівля музею Хаммера у Вествуді, Лос-Анджелес

Музей був заснований Армандом Хаммером, покійним генеральним директором Occidental Petroleum Corporation, як місце для експонування його великої мистецької колекції, яка на той час оцінювалася у 250 мільйонів доларів. Будучи членом правління Музею мистецтв округу Лос-Анджелес протягом майже 20 років, Хаммер відмовився від необов'язкової угоди про передачу своїх картин до LACMA після того, як виникли розбіжності щодо того, як його колекція буде виставлена. Невдовзі після цього, 21 січня 1988 року, Гаммер оголосив про плани побудувати власний музей на місці паркінгу Вествуда, що прилягав до штаб-квартири Occidental. Лідери громади, які вітали цей план як позитивний поворотний момент у розвитку району, незабаром були затьмарені скаргами акціонерів Occidental, які подали до суду на компанію через зростання вартості будівництва музею, яка була обмежена федеральним суддею на рівні 60 мільйонів доларів.
За проектом Едварда Ларрабі Барнса, нью-йоркського архітектора, відповідального за Далласький музей мистецтв та Центр мистецтв Вокера, будівля, в якій розмістився музей, була задумана як ренесансний палаццо з галереями, зосередженими навколо спокійного внутрішнього двору, і відносно суворим зовнішнім профілем.
У 2006 році архітектор Майкл Мальцан спроектував театр Біллі Вайлдера та кафе музею. Michael Maltzan Architecture також спроектувала міст Джона В. Танні, який відкрився в лютому 2015 року. Пішохідний міст, названий на честь Джона В. Танні, багаторічного голови ради директорів Музею Гаммера, з'єднує галереї верхнього рівня над двориком Гаммера.
Гаммер помер менш ніж через місяць після відкриття музею, названого його іменем, у листопаді 1990 року, залишивши молоду установу в судовому процесі щодо її фінансування та спричинивши нові юридичні баталії щодо розпорядження спадщиною Гаммера. Хоча операційний бюджет музею забезпечувався рентою у розмірі 36 мільйонів доларів, придбаною компанією Occidental Petroleum, залишалися питання щодо майбутнього колекцій музею та ролі родини Гаммерів у його управлінні. 1994 року ректори Каліфорнійського університету уклали 99-річну угоду з Фондом Арманда Гаммера про управління музеєм, що надало молодій інституції певної стабільності. На той момент виставкові програми Художньої галереї Вайта, існуючого музею Каліфорнійського університету в Лос-Анджелесі, та Центру графічних мистецтв Грюнвальда, університетської колекції друкованих видань, були перенесені до "Хаммера".
У 2001 році президент Hammer Foundation Майкл Арманд Гаммер погрожував застосувати пункт договору про заснування музею з регентами Каліфорнійського університету, який давав йому право повернути колекцію та деякі фонди, якщо будуть порушені суворі правила пожертвування. Під керівництвом голови правління Джона В. Танні та Джона Волша, угода між регентами Каліфорнійського університету та Hammer Foundation у 2007 році формально поклала край довготривалим суперечкам щодо права власності на колекцію Гаммера та встановила нові правила її експонування, що дозволило музею отримати більше простору для проведення виставок та поповнення сучасної колекції. В рамках угоди фонд отримав 92 картини - в тому числі "Паркувальник" Шаїма Сутіна (1929) - загальною вартістю 55 мільйонів доларів, в той час як музей зберіг понад 100 картин Рембрандта, Вінсента ван Гога, Джона Сінгера Сарджента та іншихm, вартістю 250 мільйонів доларів, а також 7500 робіт Оноре Дом'є та його сучасників, вартістю 8 мільйонів доларів.
У 2017 році Хаммер відкрив оновлені галереї на третьому поверсі; у 2018 році дебютував нещодавно спроектований внутрішній простір для перформансів, а також галерея для нового медіа-мистецтва. 2019 року відкрилася Тераса Анненберга для освіти, інсталяцій та програмування, зі столами для пінг-понгу та диванами. У 2022 році відкрито галерею для робіт на папері та навчальну кімнату для колекції Грюнвальдського центру, а також відремонтований магазин музею.
За нинішнього керівництва бюджет Хаммера зріс з $5 млн до приблизно $20 млн на рік, а штат співробітників налічує понад 100 осіб.
У 2020 році, під час пандемії COVID-19, музей був тимчасово закритий і звільнив 150 своїх співробітників-студентів, які працювали на умовах неповного робочого дня.

## Зовнішні посилання
- Офіційний веб-сайт